# Conector UHF
Conector Mini UHF Macho, geralmente 
utilizados em transceptores Motorola.
Os conectores UHF são conectores normalmente utilizados em equipamentos de rádio-comunicação, como transceptores de HF e VHF, telefones sem fio de longo alcance e estações de radiodifusão.
Os equipamentos destinados aos serviços citados acima, em geral disponibilizam a saída de sinal através de um conector UHF fêmea. Na extremidade do cabo que interliga a antena ao equipamento, existe um conector UHF macho que é conectado à saída do equipamento.

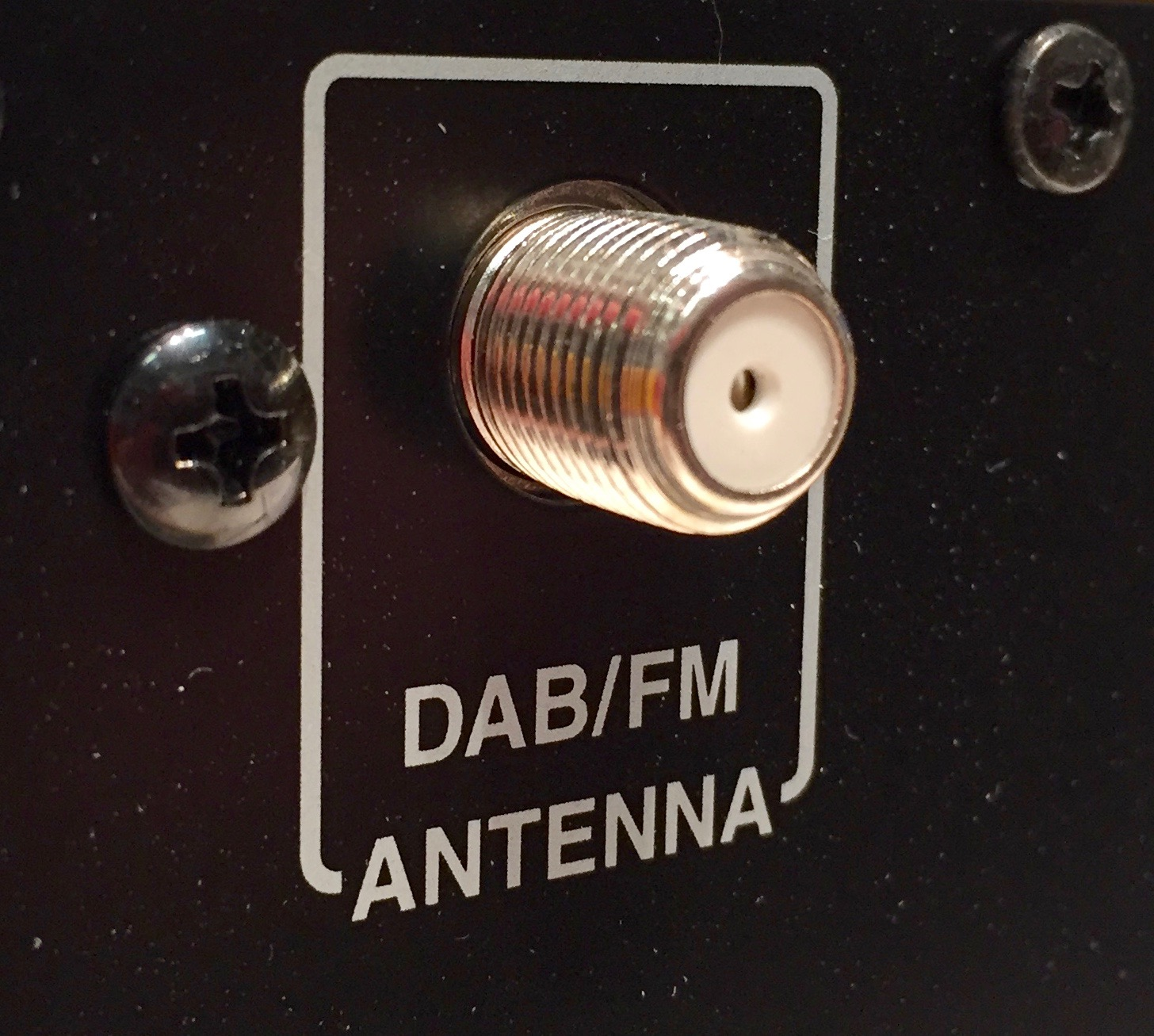
Conector UHF fêmea num aparelho de rádio digital padrão DAB (Digital Audio Broadcasting - radiodifusão sonora digital).

## Outros conectores
- Conector BNC
- Conector DB
- Conector DIN
- Conector XLR
- Conector N